# СПАД S.VII
СПАД S.VII (фр. SPAD S.VII) је ловачки авион направљен у Француској. Авион је први пут полетео 1916. године.

Један је од најзначајнијих ловаца Првог светског рата. Произведено је око 500 примерака са мотором од 150 КС, и око 6000 примерака са јачим мотором од 180 КС и крилима мало већег размаха. Из њега је касније развијен СПАД S.XIII.

## Пројектовање и развој
Авион СПАД S.VII је конструисао Louis Béchereau шеф конструкторског тима фирме СПАД на бази авиона  СПАД А.2 који је ова фирма развила за потребе руског Царског ваздухопловства. Предуслов за ову конструкцију је био синхронизовани митраљез за гађање кроз обртно поље елисе и снажан и поуздан мотор, за шта је послужио мотор Хиспано-Суиза 8 швајцарског дизајнера мотора Marc Birkigt-а који је на основу свог пројекта аутомобилског мотора направио авио мотор који је могао да развије снагу од 150 KS.

## Технички опис
Труп авиона СПАД S.VII је био овалног облика, дрвене конструкције сем носача мотора који је био направљен од заварених челичних цеви. Предњи део авиона у коме се налази мотор и носач мотора је обложен алуминијумским лимом а остатак дела тупа је обложен импрегнираним платном,
У трупу авиона се налази једноседа кабина за пилота авиона. Кокпит је опремљен свим потребним инструментима за контролу лета и мотора авиона.
Авион је био је опремљен течношћу хлађеним линијским мотором са V распоредом цилиндара, Hispano-Suiza 8A (8Ab) снаге 110/132 kW. На вратилу мотора је била причвршћена двокрака, вучна, дрвена елиса, фиксног корака, чије су нападне ивице биле оковане металним лимом. Испред мотора се налазио хладњак за расхладну течност опремљен шалузинама којима се могао регулисати проток ваздуха кроз хладњак и тиме обезбеђивао оптималан рад мотора.
Крила су била дрвене конструкције са две рамењаче, правоугаоног облика, пресвучена импрегнираним платном релативно танког профила. Крилца за управљање авионом су се налазила само на горњим крилима. Крила су између себе била повезана са четири пара дрвених упорница. Затезачи су били од клавирске челичне жице. Новина код овог авиона је била та што се укрштање затезача налазило на средњим упорницама, тако да се на тај начин елиминисало вибрирање затезача у току лета и тиме смањивао отпор ваздуха и повећавала брзина авиона. Конструкција репних крила и вертикални стабилизатор су били направљени од дрвета пресвучени платном.
Стајни трап је био класичан фиксан са крутом осовином, релативно великим точковима са гумама високог притиска а на репном делу се налазила еластична дрвена дрљача.

## Техничке карактеристике
Највећа брзина авиона при хоризонталном лету је износила 212 km/h.
Распон крила авиона је био 7,82 метара, а дужина трупа 6,08 метара. Празан авион је имао масу од 500 килограма. Нормална полетна маса износила је око 705 килограма. Био је наоружан са једним 7,7 мм митраљезом Викерс.

## Наоружање
| Наоружање авиона: СПАД         |          |
| Ватрено (стрељачко) наоружање  |          |
| Топ                            |          |
| Митраљез                       |          |
| Број и ознака митраљеза        | 1 Викерс |
| Калибар                        | 7,7      |
| Бомбардерско наоружање (бомбе) |          |
| Ракетно наоружање (ракете)     |          |

## Земље које су користиле овај авион
| - Аргентина - Белгија - Бразил - Чиле - Чехословачка - Француска - Естонија - Финска | - Грчка - Краљевина Италија - Јапанско царство - Холандија - Перу - Пољска - Португалија - Краљевина Румунија | - Руска Империја - Краљевина Србија - Совјетски Савез - Тајланд - Украјина - Уједињено Краљевство - Сједињене Државе - Краљевина Југославија |

## Оперативно коришћење
Први СПАД S.VII је стигао на Западни фронт 23. августа 1916, а у прве борбе је  ушао већ после три дана док су прва обарања овим авионом потврђена 1. октобра 1916. године. Први авиони СПАД S.VII су додељивани асовима како би се од њих добила поуздана оцена квалитета авиона. Убрзо је постало јасно да је овај авион био неприкословен у погледу брзине, агилности у ваздуху и веома стабилан у лету што му је омогућавало прецизна гађања и велики број погодака. Авион је имао веома добар успон и изузетну структуру која му је омогућавала да се искњучи из борбе понирањем у било ком тренутку и у томе га није могао пратити ни један дотадашњи авион ни на противничкој нити на савезничкој страни.
Авион СПАД S.VII се производио у Француској у фирми СПАД и још 6 других фирми, по лиценци се производио у Великој Британији у две фирме и Царској Русији у једној фирми. Због великог броја произвођача, употребе различитих материјала и модификација јавила се разлика у тежини и квалитету авиона које су се одразиле и на техничке карактеристике авиона али то нису биле неке велике разлике. Укупно је произведено 6.500 ових авиона. После рата због својих квалитета и прихватљивих цена овај авион си користиле многе земље. Авион је коришћен све до 1930. године

### Коришћење авиона СПАД S.VII у Србији и Краљевини СХС/Југославији
У Српској авијатици, авиони СПАД S.VII су пристизали на Солунски фронт крајем августа и почетком септембра месеца 1918. године дакле непосредно пред пробој Солунског фронта. Српка ескадрила је располагала са 11 ових авиона а исто толико и француска ескадрила. Сви ови авиони су преживели пробој и наставили да пружају подршку српској војсци до потпуног ослобођења земље када, су укључени у састав Војног ваздухопловства Краљевине СХС/Југославије (ВВКСХС). Од 1918 до 1926. године ово је био стандардни ловац да би после тога па све до 1930. године служио у пилотским школама као авион за ловачку обуку пилота. 

## Галерија
- Авион СПАД S.VII као поставка музеја.
- Авион СПАД  америчког ваздухопловства.
- Авион СПАД  америчког ваздухопловства.